# Quero-quero

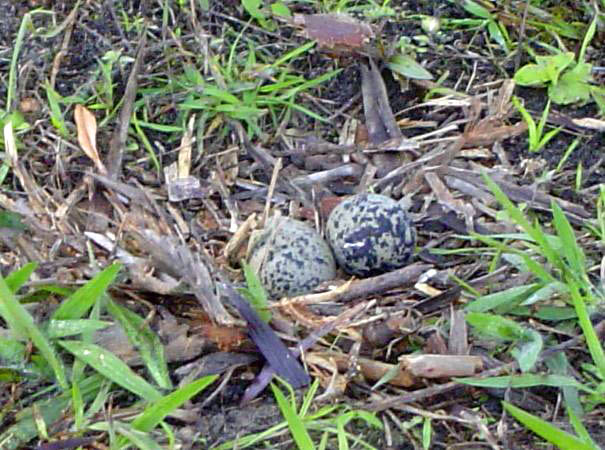
Ninho com ovos do quero-quero

O quero-quero (Brasil) ou abibe-do-sul (Portugal) (nome científico: Vanellus chilensis (Molina, 1782)), também conhecido por tetéu, téu-téu, teréu-teréu e terém-terém, é uma ave da ordem dos Charadriiformes, pertencendo à família dos Charadriidae. Em castelhano é conhecido por tero ou tero-tero, e em inglês como southern lapwing. Ocorre em toda a América do Sul e em alguns pontos da América Central, e sendo uma ave muito popular acabou por fazer parte do folclore de várias regiões.

## Taxonomia e ocorrência
A denominação científica atual do quero-quero é Vanellus chilensis, tendo sido descrito pela primeira vez por Juan Ignacio Molina em 1782, que lhe deu então o nome de Parra chilensis. Também pode ser conhecido como Belonopterus cayennensis e pertence à família Charadriidae, cujos fósseis mais antigos datam do Oligoceno médio, há cerca de 30 milhões de anos. O seu nome popular em português é uma derivação onomatopaica de seu grito, que repete várias vezes de dia ou de noite, na maior parte das vezes para a defesa de seu território.
Foram descritas quatro subespécies, que às vezes são fundidas duas a duas formando duas espécies distintas: Vanellus cayennesis (absorvendo a subespécie lampronotus) e Vanellus chilensis (absorvendo a subespécie fretensis). A IUCN reconhece apenas a espécie Vanellus chilensis. As quatro subespécies reconhecidas são:
- V. chilensis cayennensis (Gmelin, 1789), ocorrendo ao norte da América do Sul.
- V. chilensis lampronotus (Wagler, 1827), ocorrendo abaixo do rio Amazonas até o norte do Chile e da Argentina.
- V. chilensis chilensis (Molina, 1782), ocorrendo na Argentina e no sul do Chile até a Ilha de Chiloé e Comodoro Rivadavia.
- V. chilensis fretensis (Brodkorb, 1934), ocorrendo no sul do Chile e sul da Argentina.

A IUCN refere que o quero-quero ocorre como ave nativa na Argentina, Aruba, Bolívia, Brasil, Chile, Colômbia, Costa Rica, Equador, Guiana Francesa, Guiana, Aruba, Curaçau, São Martinho, Países Baixos Caribenhos, Panamá, Paraguai, Peru, Suriname, Trindade e Tobago, Uruguai e Venezuela. Aparece ocasionalmente em Barbados, no México e nas Ilhas Malvinas. Foram feitos vários avistamentos também na América do Norte. Até recentemente era pouco comum na Bacia Amazônica, mas sua presença ali tem crescido, o que pode ser explicado pelo rápido desmatamento da região.

## Morfologia

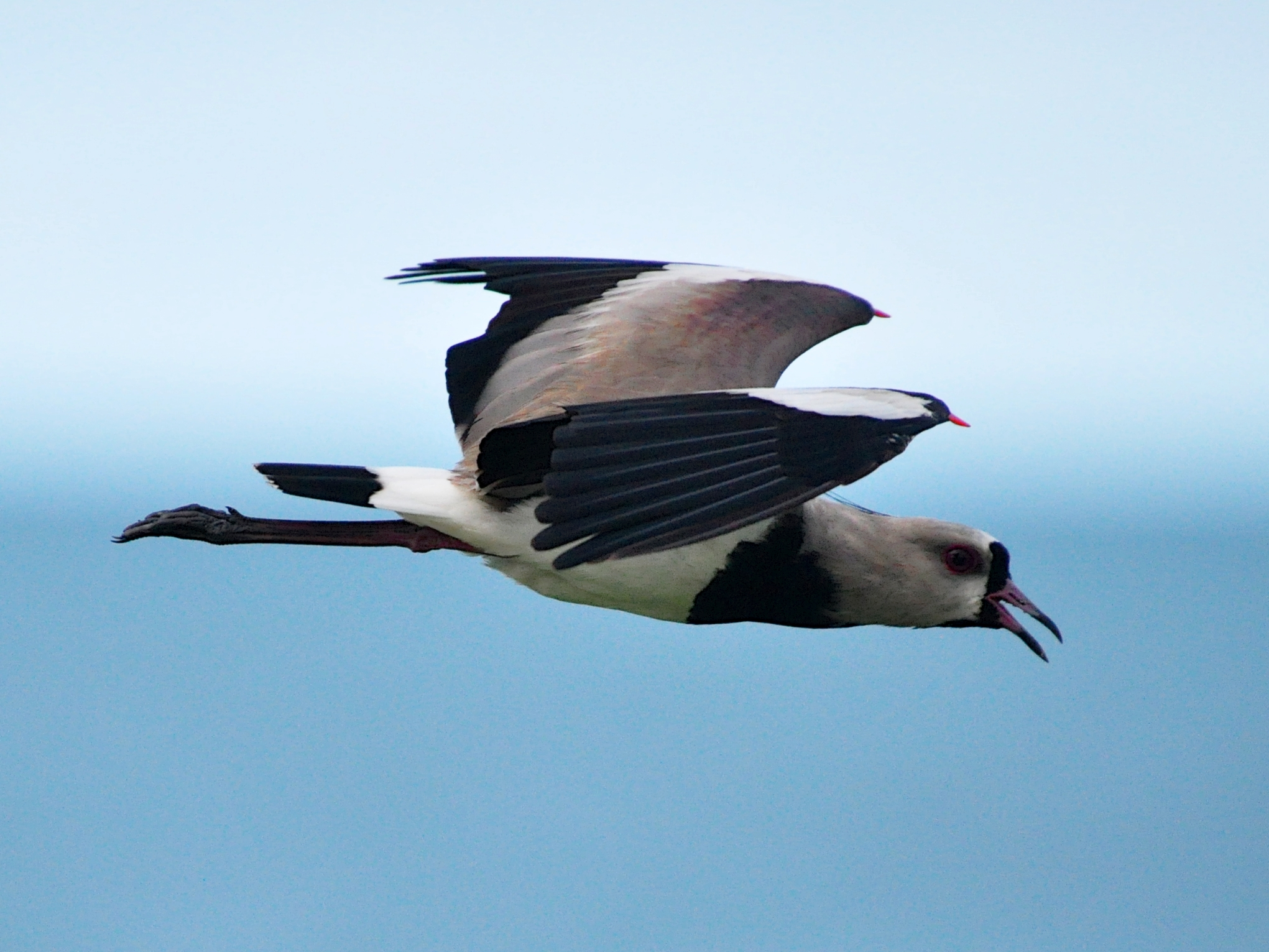
Quero-quero em voo

O quero-quero é uma ave de porte médio a pequeno, com 32 a 38 cm de comprimento e 300 a 320 g de peso. Não há dimorfismo sexual. Quando adulto, ostenta esporões no ângulo das asas, usados como arma de ataque e defesa. Tem plumagem negra orlada de branco na testa e na garganta, e uma larga área negra no peito. Do topo da cabeça e lados do pescoço, até o dorso, é cinza, podendo ter um tom de marrom ou azul. As escápulas têm cor de bronze, as penas externas das asas passam dos tons acinzentados junto ao corpo até o branco, terminando em um azul-escuro quase negro. Por dentro as asas são brancas com extremidades do mesmo tom escuro. A cauda repete o mesmo padrão, mas possui uma fina faixa branca na extremidade. O abdômen é branco, a íris do olho é vermelha, o bico passa do vermelho ao negro na ponta, e as patas são avermelhadas. Tem um penacho fino de cor cinza ou negra na região posterior da cabeça. As subespécies apresentam como distinção ligeiras variações nessas características. Os recém-nascidos possuem uma penugem esparsa cinza-escuro ou castanha pintalgada de negro, já apresentando a típica mancha negra no peito, com o dorso do pescoço e o baixo ventre esbranquiçados.

## Ecologia e biologia

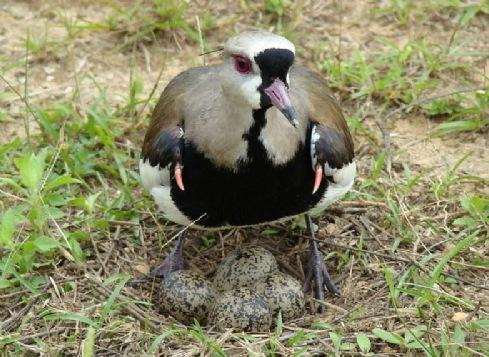
Quero-quero protegendo seu ninho

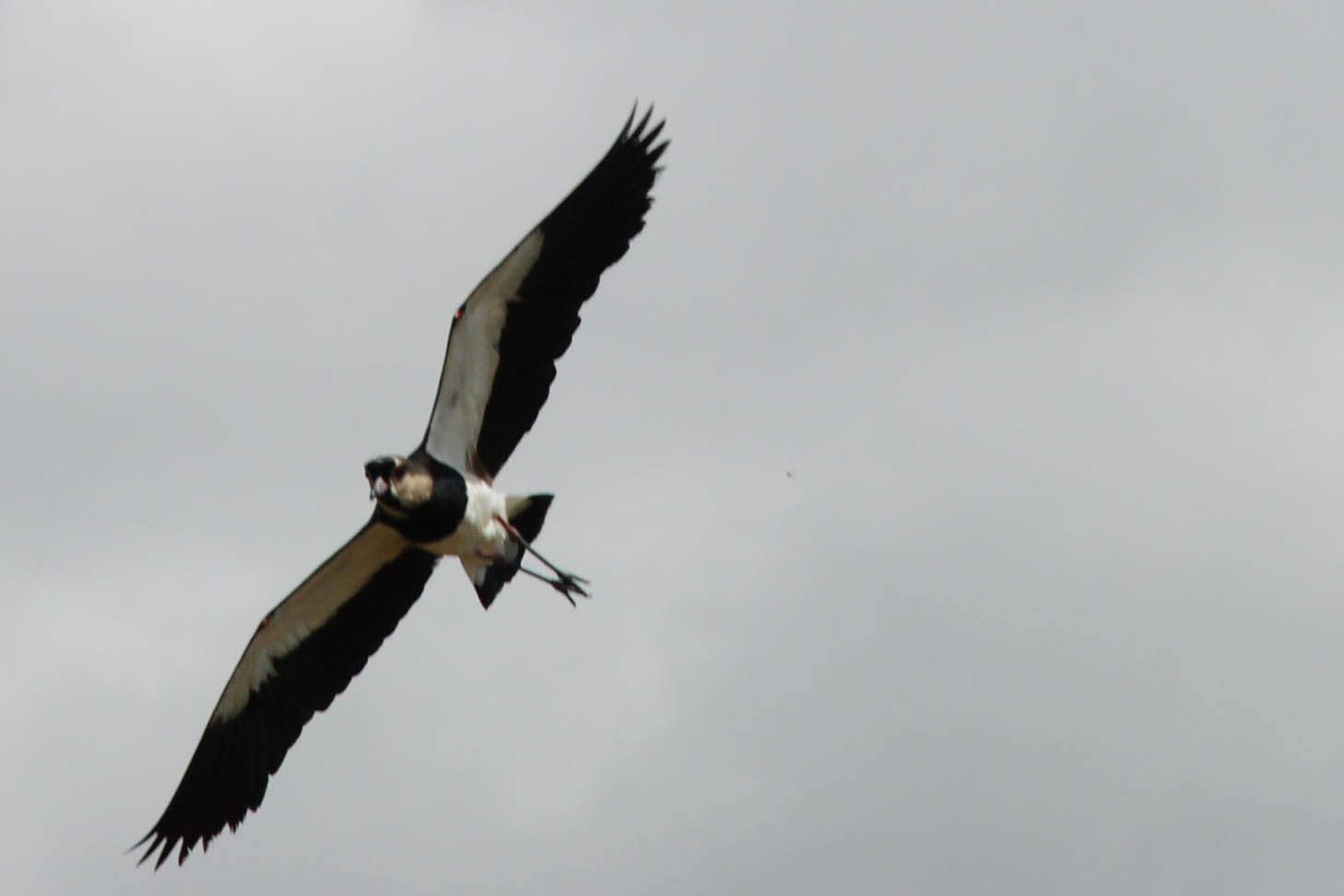
Quero-Quero em voo de ataque, para proteção do ninho.

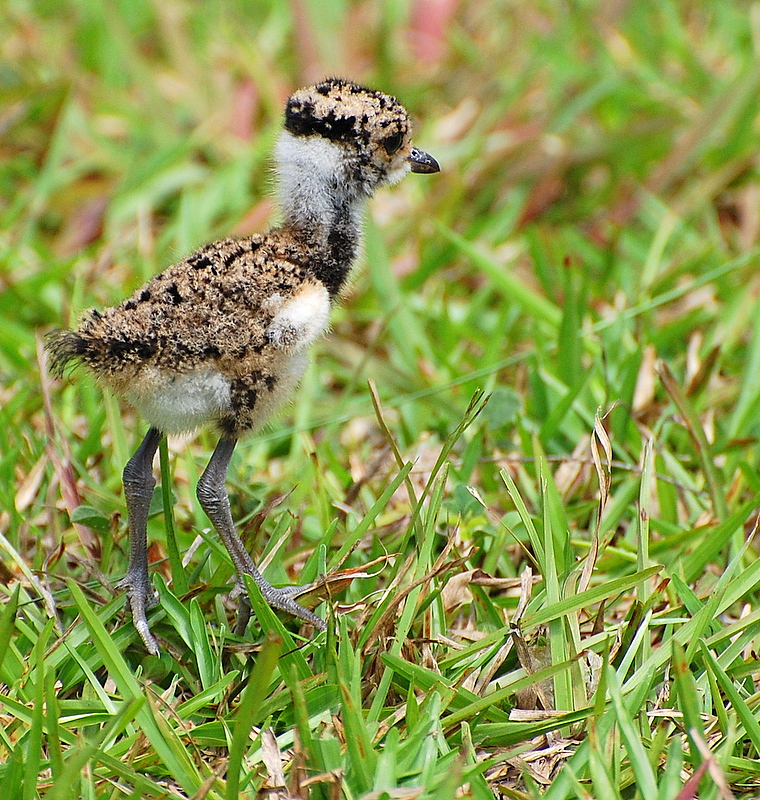
Filhote

Mesmo sendo extremamente comum, é uma espécie ainda pouco estudada. Prefere viver em zonas de baixa altitude, em campos, praias arenosas, brejos, mangues e várzeas úmidas, onde predomine a vegetação rasteira, tolerando habitats degradados e a presença humana. Pode penetrar em áreas urbanas, quando escolhe partes abertas como aeroportos, jardins, gramados e até mesmo campos de futebol, pelo que frequentemente vira notícia atrapalhando os jogadores em partidas. Graças à sua vasta área de ocorrência e a uma população grande que parece estar crescendo, foi classificado como espécie em condição pouco preocupante pela Lista Vermelha da IUCN. Costuma andar em pares ou em pequenos grupos, mas já foram observados bandos de mais de cem indivíduos. Não há dados sobre o tamanho de sua população total, já que os estudos até agora realizados se concentraram principalmente sobre grupos de áreas urbanas. Não há tampouco evidência de que as atividades humanas estejam prejudicando a espécie como um todo.
O quero-quero é uma ave territorial muito vigilante, e dá o alarme ao primeiro sinal de algum intruso em seus domínios, seja dia ou seja noite. Apesar de ser um bom voador, sendo visto a fazer acrobacias no céu, passa a maior parte do tempo em terra. É em geral monogâmico e pouco exigente na elaboração dos ninhos, que constrói em uma pequena depressão no solo, e que consiste de um frouxo e raso amontoado de palha e gravetos em formato mais ou menos circular. Põe de três a quatro ovos esverdeados de casca pintada de negro que pesam em torno de 26 g, que, se a camuflagem de suas penas e outras táticas que empregam não despistam os predadores, os pais defendem vigorosamente, emitindo gritos e fazendo voos rasantes em sua direção como se fossem atacá-los, embora se retirem pouco antes de o contato se efetivar. Atacam também o homem, se este se aproxima. Durante uma estação reprodutiva, que varia de região para região e pode se estender até por metade de um ano, coincidindo com a época das chuvas, os pais podem produzir até três ninhadas. A taxa de natalidade é de cerca de 70%, mas somente cerca de 20% atinge a idade adulta. Pouco depois de nascerem, os pintos já acompanham os pais em suas andanças e se alimentam por conta própria, como eles, de insetos e outros pequenos invertebrados, sendo muitas vezes vigiados por um terceiro adulto ou pelo grupo. Com sessenta dias de vida já podem voar e já mostram uma plumagem semelhante aos adultos, embora com estrias. Aves de rapina, mamíferos e répteis são os maiores inimigos dos filhotes, mas o homem muitas vezes destrói inadvertidamente os ninhos que se encontram em áreas de lavoura. Quanto aos adultos, já foi observado que o carcará Caracara plancus é um predador.

## O quero-quero na cultura
O quero-quero é comum em muitos países; é a ave-símbolo do Uruguai e do estado brasileiro do Rio Grande do Sul, e por isso em seu redor se formaram várias lendas, aparece em cantigas tradicionais e se tornou personagem literário e dramatúrgico. Também deu seu nome a produtos e estabelecimentos comerciais, projetos educativos e um grupo musical gaúcho.
No hunsriqueano rio-grandense, uma língua regional brasileira de origem germânica falada por considerável porcentagem da população gaúcha, o quero-quero é chamado de (der) Kiewitz (compare-se com seu nome no alemão-padrão: (der) Kiebitz).
Nos esportes, o quero-quero é o símbolo da Seleção Uruguaia de rugby, apelidada los teros (os quero-queros em castelhano) e é o mascote do Novo Esporte de Ipatinga.
A título de exemplo de sua popularidade, aludindo ao seu papel de sentinela dos campos - pelo que é muito estimado pelos estancieiros e fazendeiros - cite-se Ruy Barbosa, que em um discurso proferido em 1914 chamou a ave de "o chanceler dos potreiros. Este pássaro curioso, a que a natureza concedeu o penacho da garça real, o voo do corvo e a laringe do gato, tem o dom de encher os descampados e sangas das macegas e canhadas com o grito estrídulo, rechinante, profundo, onde o gaúcho descobriu a fidelíssima onomatopeia que o batiza". No terreno folclórico, pode-se trazer à memória uma quadrinha brasileira, que reza:
Quero-quero vai voando
e os esporões vai batendo.
Quero-quero quando grita
alguma coisa está vendo.